# Liohippelates apicatus
Liohippelates apicatus är en tvåvingeart som först beskrevs av Malloch 1913.  Liohippelates apicatus ingår i släktet Liohippelates och familjen fritflugor. Inga underarter finns listade i Catalogue of Life.